# Mingo (Iowa)
Mingo   è una città degli Stati Uniti di 302 abitanti, situata nella contea di Jasper, in Iowa.